# Resolució 375 del Consell de Seguretat de les Nacions Unides
La Resolució 375 del Consell de Seguretat de les Nacions Unides, aprovada per unanimitat el 22 de setembre de 1975, després d'examinar l'aplicació de la República de Papua Nova Guinea per a ser membre de les Nacions Unides, el Consell va recomanar a l'Assemblea general que la República de Papua Nova Guinea fos admesa.